# Thalaina angulosa
Thalaina angulosa är en fjärilsart som beskrevs av Walker 1864. Thalaina angulosa ingår i släktet Thalaina och familjen mätare. Inga underarter finns listade i Catalogue of Life.